# Андре Брю
Андре Брю (*André Brue, 25 лютого 1654 — 20 травня 1738) — 1-й генеральний директор французької Сенегальської компанії, дослідник Західної Африки.

## Життєпис
Народився у 1655 році у містечку Ла-Сьйота (Прованс). Про молоді роки Брю практично нічого невідомо. У 1697 році призначається очільником новоствореної Сенегальської компанії. На цій посаді відновив місто та фортецю Горе, перетворив форт Сент-Луї на значне місто.
Першим перейшов від «точкової колонізації» португальського типу (заснування торгових факторій на узбережжі) до організації колоніальних територіальних масивів шляхом проникнення у внутрішні області материка. В цій діяльності стикнувся з протиборством місцевих держав. Очільник наймогутнішої з них Лат Сукабе, володар царства Кайор, у 1701 році захопив Брю, якого було звільнено за викуп через 12 днів.
У 1702 році на посаді замінено Жозефом Лайметре. У 1714 році знову очолив компанію, яку на той час було перейменовано на руанську компанію. У 1719 року під час керування Брю компанія знову змінила назву — на Компанію Індій. На цій посаді Андре Брю перебував до 1720 року.
За час трьох каденцій Брю обстежив атлантичне узбережжя Африки між 16 і 12° пів. ш., насамперед регіон Бамбук. Він двічі піднімався річкою Сенегал до впадання в нього найбільшого (лівого) припливу Фалеме, спорудивши на нижній течії Фалеме форт Сен-П'єр. Один з його агентів простежив Фалеме до перших порогів. Група інших співробітників А. Брю після місячної подорожі вгору Сенегалом дісталася до водоспадів, вийшовши на плато Фута-Джаллон, з якого бере початок р. Бафінг, а після злиття з р. Бакой отримує назву Сенегалу. Але витоки річки залишалися невідомими.
У 1725 році повернувся до Франції. Звіти А. Брю, складені на основі його спостережень і за даними розпитів, були опрацьовані місіонером Жаном Батистом Лаба і опубліковані в 1728 році в Парижі під назвою «Новий опис Західної Африки». Помер Андре Брю у 1738 році в Марселі.